# Прогресс (Балаклейский район)
Прогресс (укр. Прогрес), село, Червоно-Донецкий поселковый совет, Балаклейский район, Харьковская область.
Код КОАТУУ — 6320256003. Население по переписи 2001 г. составляет 149 (68/81 м/ж) человек.

## Географическое положение
Село Прогресс находится на берегу реки Шебелинка, в 2-х км протекает река Северский Донец. Вокруг села много газовых скважин. В 2-х км находится пгт Донец.